# Floradistrict
Een floradistrict, ook wel plantengeografisch district of (in België) fytogeografisch district, is een in de floristiek onderscheiden district met een duidelijk herkenbare samenstelling van plantensoorten, die aan dat district gebonden is. 
België, Luxemburg en de aangrenzende gebieden zijn volgens de Flora van Lambinon opgedeeld in een dertiental floradistricten.
Nederland is volgens de huidige indeling verdeeld in 15 floradistricten. Op grond van de onderlinge overeenkomsten tussen de verspreidingspatronen van de verschillende plantensoorten werden al omstreeks 1930 door de Nederlandse bioloog en electrotechnicus dr. ir. J.L. van Soest floradistricten onderscheiden. In de jaren 70 en 80 van de 20e eeuw werd de indeling verder geperfectioneerd. In 1996 zijn nogmaals twee floradistricten toegevoegd, namelijk het Urbaan district en het floradistrict IJsselmeerpolders.

## Floradistricten in België, Luxemburg, Noord-Frankrijk en de aangrenzende gebieden
| floradistrict                                  | letter aanduiding |
| ---------------------------------------------- | ----------------- |
| Maritiem District                              | (Mar.)            |
| Boulognedistrict                               | (Boul.)           |
| Vlaams district                                | (Vl.)             |
| Kempens district                               | (Kemp.)           |
| Picardisch district                            | (Pic.)            |
| Brabants district                              | (Brab.)           |
| Fluviatiel district                            | (Fluv.)           |
| Maasdistrict                                   | (Maasdistr.)      |
| Ardens district                                | (Ard.)            |
| Lotharings district                            | (Loth.)           |
| Champagnedistrict                              | (Champ.)          |
| District van het noordoostelijke Île-de-France | (Tert. Par.)      |
| West-Eifeldistrict                             | (W-Eifel.)        |

## Floradistricten in Nederland
In Nederland worden de volgende floradistricten onderscheiden (toegevoegd is de letter die doorgaans als aanduiding van het district wordt gebruikt):
| code | floradistrict                 | letter aanduiding |
| ---- | ----------------------------- | ----------------- |
| 1    | Zuidlimburgs district         | (Z)               |
| 2a1  | Subcentreuroop district       | (S)               |
| 2a2  | Kempens district              | (K)               |
| 2a3  | Vlaams district               | (V)               |
| 2a4  | Gelders district              | (G)               |
| 2a5  | Drents district               | (Dr)              |
| 2b   | Fluviatiel district           | (F)               |
| 2c1  | Estuariëndistrict             | (E)               |
| 2c2  | Laagveendistrict              | (L)               |
| 2c3  | Noordelijk kleidistrict       | (N)               |
| 2d1  | Renodunaal district           | (R)               |
| 2d2  | Waddendistrict                | (W)               |
| 3    | Maritiem district (Nederland) | (M)               |
| 4a   | Urbaan district               | (Ur)              |
| 4b   | District IJsselmeerpolders    | (Y)               |

De vijf districten die aangeduid worden met "2a" worden samen de Pleistocene districten (P) genoemd, de drie met "2c" de Hafdistricten (H) en de twee met "2d" de Duindistricten (Du).